# 6479 Leoconnolly
6479 Leoconnolly (1988 LC) là một tiểu hành tinh vành đai chính được phát hiện ngày 15 tháng 6 năm 1988 bởi E. F. Helin ở Palomar.